# Learchis poica
Learchis poica Ev. Marcus & Er. Marcus, 1960 è un mollusco nudibranchio della famiglia Facelinidae.

## Distribuzione e habitat
Caraibi, Ghana.